# Norröna gaeler
Norröna gaeler (av norska: norrøn-gælere), alternativt nordgaeler, etc (forniriska: Gall-Goídil, iriska: Gall-Ghaeil, skotsk gaeliska: Gall-Ghàidheil, "utlänning-gaeler"), var ett folk med blandad gaelisk och nordisk härkomst och kultur. De uppstod under vikingatiden när vikingar bosatte sig på de brittiska öarna och integrerade samt ingifte sig med det lokala Gaeliska folket. Norröna gaeler dominerade mycket av regionerna kring irländska sjön och hebriderna från 800- till 1100-talet. De grundade flera brittiska kungariken under mitten av 800-talet, samt herrskapet Galloway under 1000-talet (namngivet efter de iriska folknamnen), och kom även kort att styra kungariket Jorvik under åren 939–944. I Skottland har flera av dem skotska klanerna sitt ursprung i norröna gaeler. 